# Alano di Piave
Pour les articles homonymes, voir Alano.
Alano di Piave est une commune de la province de Belluno dans la région Vénétie en Italie.

## Géographie
Le village est situé au pied du Monte Grappa sur les bords de la Piave.

## Histoire
Durant la Grande guerre, le village était situé dans la zone des combats. Des chasseurs alpins  Français participèrent aux combats et y laissèrent leur vie. Le village fut détruit tant par l'artillerie Autrichienne que par l'artillerie Italienne. Une plaque rend hommage aux nombreuses victimes. Aussi, après la guerre, nombre d'habitants émigrèrent-ils notamment pour travailler dans les mines et les usines sidérurgiques de Lorraine.

## Économie
Une partie des habitants se consacre encore à l'agriculture et à l'élevage. Céréales, légumes, fourrage, vignes et vergers sont cultivés et bovins, porcs, chèvres, moutons, chevaux et volailles sont élevés. Au cours des dernières années, Alano a connu une augmentation significative des activités artisanales, en particulier dans les secteurs de la lunetterie, des lustres et de la menuiserie. La commune ne compte qu'un hôtel, trois restaurants et une maison de vacances qui, née comme centre culturel, accueille aujourd'hui artistes et personnes âgées. Le secteur industriel est présent avec les secteurs de l'alimentation, du textile, de la construction, du bois, de l'habillement, des produits métalliques, des machines agricoles et de l'ameublement.

## Personnalités liées
- Maria Costanza Panas (1896-1963), née à Alano di Piave, religieuse clarisse, abbesse, vénérable[3],[4],[5].
- Egidio Forcellini

## Fêtes, foires
- Festa del "Ciodet" (fête du champignon nommé "ciodet") en septembre.

## Administration
| Période                                  | Période  | Identité                | Étiquette       | Qualité |
| ---------------------------------------- | -------- | ----------------------- | --------------- | ------- |
| 4 octobre 2021                           | En cours | Amalia Serenella Bogana | Uniti per Alano | Maire   |
| Les données manquantes sont à compléter. |          |                         |                 |         |

### Hameaux
Campo, Colmirano (Loc.Uson), Fener (Loc.Cuniol)

### Communes limitrophes
Cavaso del Tomba, Paderno del Grappa, Pederobba, Possagno, Quero, Segusino, Seren del Grappa, Valdobbiadene